# Nenad Stekić
Nenad Stekić (en serbe : Ненад Стекић), né le 7 mars 1951 à Belgrade (RP de Serbie) et mort le 18 juillet 2021, est un ancien athlète yougoslave, spécialiste du saut en longueur.
En 1974, il réalise la deuxième meilleure performance de l'année avec 8,24 m, et se classe deuxième aux championnats d'Europe derrière le soviétique Valeriy Pidluzhnyy.
Le 25 juillet 1975 à Montréal, Stekić établit un nouveau record d'Europe de la discipline, avec un bond à 8,45 m. Cette performance était à l'époque la deuxième meilleure performance de tous les temps, derrière le « saut du siècle », les 8,90 m de Bob Beamon, réalisé aux jeux olympiques de 1968 à Mexico.
En 1976, aux Jeux olympiques de Montréal, il se classe 6e avec 7,89 m.
En 1977 comme en 1978, il pointe au premier rang mondial avec respectivement 8,27 m et 8,32 m. Mais en 1978, à l'occasion des championnats d'Europe, il doit une nouvelle fois se contenter de la médaille d'argent, battu cette fois-ci par le français Jacques Rousseau.
Il est également présent lors des Jeux olympiques de 1980 à Moscou, ainsi qu'en 1984 à Los Angeles, mais dans les deux cas il ne parvient pas à se qualifier pour la finale.
En 1983, à l'occasion des premiers Championnats du monde d'athlétisme, à Helsinki, il se classe 5e avec 8,09 m.

## Palmarès

### Jeux olympiques d'été
- 1976 à Montréal ( Canada)
  - 6e au saut en longueur

### Championnats du monde d'athlétisme
- Championnats du monde d'athlétisme de 1983 à Helsinki ( Finlande)
  - 5e au saut en longueur

### Championnats d'Europe d'athlétisme
- 1974 à Rome ( Italie)
  -  Médaille d'argent au saut en longueur
- 1978 à Prague ( Tchécoslovaquie)
  -  Médaille d'argent au saut en longueur

### Championnats d'Europe d'athlétisme en salle
- Championnats d'Europe d'athlétisme en salle de 1980 à Sindelfingen ( Allemagne de l'Ouest)
  -  Médaille d'argent au saut en longueur